# Park Leszka Bergera w Poznaniu
Parku Edukacji Przyrodniczej im. prof. Leszka Bergera – park w Poznaniu w centralnej części Podolan, w narożniku ulic Druskienickiej i Strzeszyńskiej.

## Charakterystyka
Park wybudowano z funduszy Rady Osiedla Podolany, a także z dotacji zdobytej w konkursie Wojewódzkiego Funduszu Ochrony Środowiska i Gospodarki Wodnej i otwarto w październiku 2013. W centrum założenia parkowego znajduje się niewielki zbiornik zaporowy na cieku Wierzbak. Wokół niego wytyczono aleje, ustawiono małą architekturę, postawiono drewnianą wiatę wypoczynkowo-obserwacyjną i miniwystawę poświęconą budkom lęgowym. Znajdują się tu także tablice edukacji ekologicznej, gdyż park tworzy zaplecze takiej edukacji dla dzieci i młodzieży z okolicznych szkół.
W parku bytują m.in.: kaczka krzyżówka, łabędź niemy, łyska, cyraneczka i kokoszka, a także różne gatunki ważek. Nazwa parku upamiętnia prof. Leszka Bergera (1925–2012), malakologa i herpetologa, autora przełomowych badań m.in. dotyczących żab. Jedną z atrakcji parku jest analematyczny zegar słoneczny zaprojektowany przez Marka Szymocha.